# 李察·韋斯曼
李察·韋斯曼（Richard J. Wiseman，1966年9月17日—），是英國赫特福德大學公共心理學教授。他曾經出版了幾本心理學書籍，也曾在英國皇家學會、瑞士經濟論壇、谷歌和亞馬遜發表專题演講。他是懷疑調查委員會的成員，英國人文主義協會的贊助人，同時也是YouTube频道Quirkology和 In59Seconds的創建者。